# Саїд Джохар
Саїд Мохаммед Джохар (араб. سعيد محمد جوهر; 22 серпня 1919 — 22 лютого 2006) — коморський дипломат і політик, п'ятий президент Коморських Островів.

## Життєпис
26 листопада 1989 року в результаті атаки найманців на чолі з головнокомандувачем президентською гвардією Бобом Денаром був убитий чинний президент країни Ахмед Абдаллах. У результаті боротьби після вбивства Абдалли Денар був змушений втекти до ПАР, а новим главою держави та провладної (єдиної дозволеної) партії Коморського союзу за прогрес став Саїд Мохаммед Джохар, суддя Верховного суду і зведений брат Алі Суаліха, поваленого Абдаллою у 1978 році.
У 1990 році Джохар скасував однопартійний режим, після чого пройшли президентські вибори. Кандидат опозиції, колишній соратник Абдалли, Могаммед Такі Абдулкарім, лідирував в першому турі з 24,1 % проти 23,2 % у Джохара, однак у другому турі, отримавши 55,1 %, Джохар був обраний президентом.
У 1992 році Таки був призначений прем'єр-міністром, але в тому ж році пішов у відставку і закликав до бойкоту парламентських виборів. Попри бойкот основними опозиційними силами, результати виявилися невдалими для провладної партії, і в 1993 році Джохар розпустив парламент і провів нові вибори, цього разу дали його прихильникам більшість місць. Він залишався президентом Коморських Островів до 29 вересня 1995 року, коли Денар повернувся в країну та влаштував новий переворот, щоб спробувати повернутися до влади. Проте, цей переворот був задушений в ході операції французької армії, яка заарештувала Денара та інтернованих Джохара на Реюньйоні.
Спочатку виконувачем обов'язки президента був призначений Таки, але незабаром повноваження перейшли до останнього прем'єр-міністра при Джохарі Каабі Ель-Яхруту Мохамеда, а 27 січня 1996 року Джохара повернули на посаду президента, де його основним завданням стала організація виборів нового глави держави. Сам Джохар був змушений відмовитися від участі у виборах, і на них переміг Таки, який і змінив Джохара 27 березня 1996 року.